# Bikkia pachyphylla
Bikkia pachyphylla är en måreväxtart som beskrevs av André Guillaumin. Bikkia pachyphylla ingår i släktet Bikkia och familjen måreväxter. Inga underarter finns listade i Catalogue of Life.